# Tama (Schiff)
Die Tama (jap. 多摩) war ein Leichter Kreuzer der kaiserlich japanischen Marine und das zweite Schiff der insgesamt fünf Einheiten umfassenden Kuma-Klasse. Benannt wurde der Kreuzer nach dem Fluss Tama in der Region Kantō im östlichen Honshū.
Das Schiff wurde von der Mitsubishi-Werft in Nagasaki erbaut. Die Kiellegung fand am 10. August 1918 statt, der Stapellauf etwa anderthalb Jahre später am 20. Februar 1920. In Dienst gestellt wurde die Tama am 29. Januar 1921.

## Modifizierungen und Umbauten
Wie alle Einheiten dieser Klasse wurde auch die Tama ab 1929 mit Bordflugzeugen des Typs Nakajima 90 Modell 2-2 und mit einem Katapult ausgerüstet.
Die Tama erfuhr, wie die meisten japanischen Schiffe, im Verlauf des Zweiten Weltkrieges eine ständige Verstärkung ihrer Flak. Befanden sich zu Beginn ihrer Dienstzeit nur zwei 8-cm-Flak an Bord – beide Geschütze waren vor dem vordersten Schornstein aufgestellt –, so wurden bis Juli 1944 auf dem Kreuzer zusätzlich ein 12,7-cm-L/40-Geschütz Typ 89 A1, 41 leichte 2,5-cm-Flak und zehn 13,2-mm-Fla-Maschinengewehre installiert. Die Nachrüstungen machten es aber notwendig, dass zwei 14-cm-Geschütze der Hauptartillerie im Gegenzug von Bord gegeben werden mussten.

## Werdegang und Vorkriegsgeschichte
Nach der Indienststellung war die Tama in Yokosuka stationiert und übernahm Stützpunkt- und Trainingsaufgaben sowie offizielle Staatsmissionen. Dabei transportierte der Kreuzer im August 1925 die Leiche des US-amerikanischen Botschafters Edgar A. Bancroft, welcher am 27. Juli nahe Tokio verstorben war, von Tokio nach San Francisco.
Ab 1932 operierte das Schiff in chinesischen Gewässern und war zeitweilig auf Formosa stationiert.
1935 besuchte der deutsche Marineattaché in Japan, Kapitän z. S. Paul Wenneker – später Kommandant des Panzerschiffes Deutschland – den Kreuzer. Im Rahmen des Ausflugs, organisiert vom Marinedistrikt Yokosuka, besuchte Wenneker auch das Schlachtschiff Kongō sowie das U-Boot I-2. Von den Schießvorführungen soll der deutsche Attaché dabei wenig beeindruckt gewesen sein.
Ab Herbst 1941 – die Tama war mittlerweile dem 21. Kreuzergeschwader zugewiesen worden – wurden der Kreuzer und seine Schwesterschiffe einer kurzen Überholung unterzogen und erhielten einen kriegsgemäßen Camouflage-Anstrich.

### Zweiter Weltkrieg
Nach dem Angriff auf Pearl Harbor am 7. Dezember 1941 wurde die Tama zunächst in den nordjapanischen Gewässern als Patrouillenschiff eingesetzt. Dabei erlitt sie bei den Kurileninseln Beschädigungen in einem schweren Orkan und musste Ende Dezember 1941 zeitweise in Yokosuka ins Dock. Im März und April 1942 wurde der Kreuzer, gemeinsam mit seinem Schwesterschiff Kiso, zeitweilig erfolglos zur Jagd nach den Flugzeugträgern von Vizeadmiral William F. Halsey eingesetzt, die am 18. April mit B-25-Bombern den ersten amerikanischen Luftangriff auf japanisches Territorium im Zweiten Weltkrieg ausgeführt hatten (Doolittle Raid).
Im Juni 1942 nahm die Tama, als Teil der 5. Flotte von Vizeadmiral Boshiro Hosogaya, an der japanischen Kampagne zur Eroberung der Aleuten-Inseln Kiska und Attu teil und verblieb danach in diesen Gewässern. Zwischen Juni 1942 und März 1943 pendelte der Kreuzer zwischen Attu, Kiska und den japanischen Heimatstützpunkten und übernahm Versorgungs- und Sicherungsaufgaben.
Am 26. März 1943 wurde die Tama, gemeinsam mit den Schweren Kreuzern Nachi und Maya, dem Leichten Kreuzer Abukuma und fünf Zerstörern, in die Seeschlacht bei den Komandorski-Inseln, rund 100 Seemeilen östlich von Kamtschatka, verwickelt. Die Japaner brachen die unentschiedene Schlacht letztlich ab, bescherten den zahlenmäßig unterlegenen Amerikanern aber einen strategischen Erfolg, da die Japaner auch ihre Nachschubfahrt nach den Aleuten abbrachen. Im Verlauf der Schlacht erhielt die Tama zwei 12,7-cm-Treffer von US-Zerstörern, welche aber nur unwesentliche Schäden und keine Personalverluste verursachten.
Nach der Aufgabe der Aleuten durch die Japaner verlegte die Tama zusammen mit ihrem Schwesterschiff Kiso im September 1943 in den Südwestpazifik. Der Kreuzer unternahm in der Folgezeit Truppentransportfahrten zwischen Truk, Rabaul und den japanischen Heimathäfen, wobei die Tama am 21. Oktober 1943 nördlich von Bougainville bei einem Angriff australischer Bristol-Beaufort-Bomber durch Nahtreffer einige Schäden am Rumpf erlitt. Die Reparatur in Yokosuka dauerte bis Dezember 1943. Dabei wurde zugleich die Fla-Bewaffnung des Schiffes verstärkt.
Zwischen Januar und Juni 1944 diente die Tama als Wach- und Trainingsschiff und verblieb in den japanischen Heimatgewässern. Ab Ende Juni 1944 wurde der Kreuzer zu mehreren Truppentransporten nach den Bonin-Inseln eingesetzt und danach bis Ende August 1944 erneut eingedockt.
Im Oktober 1944 wurde der Kreuzer im Rahmen der japanischen Gegenoffensive bei den Philippinen zur japanischen Nordstreitmacht von Vizeadmiral Jisaburo Ozawa detachiert und in die See- und Luftschlacht im Golf von Leyte verwickelt. Ozawas Verband, der nur eine Köderfunktion für die weit überlegenen US-Streitkräfte zu übernehmen hatte, erlitt am 25. Oktober 1944 in der Schlacht bei Kap Engano schwere Verluste durch amerikanischen Trägerflugzeuge. Die Tama wurde dabei von einem amerikanischen Lufttorpedo in ihren Kesselraum Nr. 2 getroffen und stark beschädigt. Obwohl der Kreuzer nur noch eine Höchstgeschwindigkeit von 14 Knoten erreichen konnte, marschierte er alleine – die Sicherungszerstörer waren vollauf mit der Bergung von Überlebenden von anderen Schiffen oder mit eigenen Beschädigungen beschäftigt – in Richtung Okinawa, wo eine Reparatur hätte bewerkstelligt werden können.

### Verlust
In den Abendstunden des 25. Oktober 1944, etwa gegen 20:50 Uhr, erfasste das Radar des US-amerikanischen U-Bootes Jallao (Lieutenant Commander Joseph B. Icenhower) nordöstlich von Luzon die alleine nach Okinawa zurückmarschierende Tama. Um 21.02 Uhr schoss das U-Boot einen Fächer von vier Torpedos auf den beschädigten Kreuzer ab, welcher nur zwei Minuten später von drei Torpedos getroffen wurde. Die Tama explodierte nach den Treffern, zerbrach in zwei Teile und sank bei 21° 23′ N, 127° 19′ O in nur fünf Minuten. Mit dem Kreuzer gingen der Kommandant, Kaigun-Taisa Iwata Yamamoto, und schätzungsweise 500 Besatzungsangehörige unter. Es gab keine Überlebenden.